# Blumeopsis flava
Blumeopsis flava là một loài thực vật có hoa trong họ Cúc. Loài này được (DC.) Gagnep. mô tả khoa học đầu tiên năm 1920.